# 瀬戸町小島田
瀬戸町小島田（せとちょうこしまだ）は、徳島県鳴門市の大字。郵便番号は771-0365。

## 地理
鳴門市の北東部、島田島の南西部に位置する小集落である。東の瀬戸町撫佐とはウチノ海沿岸の道路で通じ、北の瀬戸町中島田、北東方の瀬戸町大島田方面へは市道が通じる。
南西は小鳴門海峡で、市営渡船をもって瀬戸町堂浦と通じる。西は鳴門スカイライン（徳島県道183号亀浦港櫛木線）に架かる小鳴門新橋が瀬戸町北泊と通じている。

### 小字
- 馬越
- 上戸
- 通り
- 船隠
- 脇田

## 歴史
江戸期から明治22年にかけては板東郡および板野郡の村であった。寛文4年より板野郡に属す。明治22年に同郡瀬戸村、昭和3年に瀬戸町の大字となった。昭和22年3月には鳴南市、同年5月より現在の鳴門市の字名となる。

### 地名の由来
地名については、田畑が少なく、小さな島の田の意とも思われるが未詳である。

## 世帯数と人口
2022年（令和4年）7月31日現在の世帯数と人口は以下の通りである。
| 町丁         | 世帯数 | 人口 |
| ------------ | ------ | ---- |
| 瀬戸町小島田 | 24世帯 | 44人 |

## 小・中学校の学区
市立小・中学校に通う場合、学区は以下の通りとなる。
| 番地 | 小学校           | 中学校             |
| ---- | ---------------- | ------------------ |
| 全域 | 鳴門市島田小学校 | 鳴門市立瀬戸中学校 |

## 交通

### 道路
都道府県道
- 徳島県道183号亀浦港櫛木線（鳴門スカイライン）

## 施設
- 鳴門市消防団島田分団詰所
- 諏訪神社 - 村社。